# Дискографија групе Enigma

Дискографија Енигме садржи 8 студијских албума, 22 сингла и известан број компилација и видео-снимака почевши од 1990. године.
Енигма је продала око 70 милиона носача звука широм света.

## Студијски албуми
| Омот | Назив                                | Додатак                                 |
|      | MCMXC a.D. (1990)                    | продат у више од 16 милиона примерака   |
|      | The Cross of Changes (1993)          | продат у више од 6 милиона примерака    |
|      | Le Roi Est Mort, Vive Le Roi! (1996) | номинован за Греми награду 1998. године |
|      | The Screen Behind the Mirror (1999)  |                                         |
|      | Voyageur (2003)                      | —                                       |
|      | A Posteriori (2006)                  |                                         |
|      | Seven Lives Many Faces (2008)        |                                         |
|      | The Fall of a Rebel Angel (2016)     |                                         |

## Компилације/Бокс сетови
| Компилација (година) | Белешке                  |
| Trilogy (1998) Бокс сет садржи: MCMXC a.D., The Cross of Changes, Le Roi Est Mort, Vive Le Roi!                                       | Изашао 10. априла 1998.  |
| Love Sensuality Devotion: The Greatest Hits (2001)                                                                                    |                          |
| Love Sensuality Devotion: The Remix Collection (2001)                                                                                 | Изашао 8. октобар 2001.  |
| 15 Years After (2005) Бокс сет садржи: Првих пет студијских албума, два DVD-а и нови албум ковер верзија Роло Армстронга из Faithless | Изашао 9. децембар 2005. |

## Синглови
| Песма                                   | Год. | Позиције на листама | Позиције на листама | Позиције на листама | Позиције на листама | Позиције на листама | Позиције на листама | Позиције на листама | Позиције на листама | Позиције на листама | Позиције на листама |                                                     | Албум                                       |
| Песма                                   | Год. | GER                 | AUS                 | AUT                 | FRA                 | NLD                 | NOR                 | SWE                 | SWI                 | UK                  | US                  |                                                     | Албум                                       |
| --------------------------------------- | ---- | ------------------- | ------------------- | ------------------- | ------------------- | ------------------- | ------------------- | ------------------- | ------------------- | ------------------- | ------------------- | --------------------------------------------------- | ------------------------------------------- |
| "Sadeness (Part I)"                     | 1990 | 1                   | 2                   | 1                   | 1                   | 1                   | 1                   | 1                   | 1                   | 1                   | 5                   | - GER: Platinasta - AUT: zlatna - FRA: zlatna - UK: | MCMXC a.D.                                  |
| "Mea Culpa (Part II)"                   | 1991 | 7                   | —                   | 21                  | 4                   | 11                  | —                   | 20                  | 10                  | 55                  | —                   | - FRA: Srebrna                                      | MCMXC a.D.                                  |
| "Principles of Lust"                    | 1991 | 90                  | —                   | —                   | 29                  | —                   | —                   | —                   | —                   | 59                  | —                   |                                                     | MCMXC a.D.                                  |
| "The Rivers of Belief"                  | 1991 | —                   | —                   | —                   | —                   | —                   | —                   | 37                  | —                   | 68                  | —                   |                                                     | MCMXC a.D.                                  |
| "Carly's Song" (only USA and AUS)       | 1993 | —                   | —                   | —                   | —                   | —                   | —                   | —                   | —                   | —                   | —                   |                                                     | Music from the Motion Picture Sliver        |
| "Return to Innocence"                   | 1994 | 5                   | 16                  | 4                   | 11                  | 8                   | 1                   | 1                   | 5                   | 3                   | 4                   | - GER: zlatna - UK: srebrna - US: zlatna            | The Cross of Changes                        |
| "The Eyes of Truth"                     | 1994 | —                   | —                   | —                   | —                   | 31                  | —                   | 34                  | —                   | 21                  | —                   |                                                     | The Cross of Changes                        |
| "Age of Loneliness"                     | 1994 | —                   | —                   | —                   | —                   | 40                  | —                   | —                   | —                   | 21                  | —                   |                                                     | The Cross of Changes                        |
| "Out from the Deep"                     | 1994 | —                   | —                   | —                   | —                   | —                   | —                   | —                   | —                   | —                   | —                   |                                                     | The Cross of Changes                        |
| "Beyond the Invisible"                  | 1996 | 40                  | —                   | 20                  | 32                  | 27                  | 13                  | 29                  | 36                  | 26                  | 81                  |                                                     | Le Roi est mort, vive le Roi!               |
| "T.N.T. for the Brain"                  | 1997 | —                   | —                   | —                   | —                   | —                   | —                   | —                   | —                   | 60                  | —                   |                                                     | Le Roi est mort, vive le Roi!               |
| "Gravity of Love"                       | 1999 | 65                  | —                   | —                   | —                   | 84                  | —                   | —                   | 89                  | —                   | —                   |                                                     | The Screen Behind the Mirror                |
| "Push the Limits"                       | 2000 | 96                  | —                   | —                   | —                   | —                   | —                   | —                   | —                   | 76                  | —                   |                                                     | The Screen Behind the Mirror                |
| "Turn Around"                           | 2001 | 65                  | —                   | —                   | —                   | —                   | —                   | —                   | 45                  | —                   | —                   |                                                     | Love Sensuality Devotion: The Greatest Hits |
| "Voyageur"                              | 2003 | —                   | —                   | —                   | —                   | —                   | —                   | —                   | —                   | —                   | —                   |                                                     | Voyageur                                    |
| "Following the Sun"                     | 2003 | 97                  | —                   | —                   | —                   | —                   | —                   | —                   | —                   | —                   | —                   |                                                     | Voyageur                                    |
| "Boum-Boum"                             | 2004 | 98                  | —                   | —                   | —                   | —                   | —                   | —                   | —                   | 108                 | —                   |                                                     | Voyageur                                    |
| "Hello and Welcome"                     | 2006 | 87                  | —                   | —                   | —                   | —                   | —                   | —                   | —                   | —                   | —                   |                                                     | 15 Years After                              |
| "Goodbye Milky Way"                     | 2006 | —                   | —                   | —                   | —                   | —                   | —                   | —                   | —                   | —                   | —                   |                                                     | A posteriori                                |
| "Seven Lives / La Puerta Del Cielo"     | 2008 | 56                  | —                   | —                   | —                   | —                   | —                   | —                   | —                   | —                   | —                   |                                                     | Seven Lives Many Faces                      |
| "The Same Parents"                      | 2008 | —                   | —                   | —                   | —                   | —                   | —                   | —                   | —                   | —                   | —                   |                                                     | Seven Lives Many Faces                      |
| "—" denotes releases that did not chart |      |                     |                     |                     |                     |                     |                     |                     |                     |                     |                     |                                                     |                                             |